# Basingstoke (stacja kolejowa)
Basingstoke – stacja kolejowa w mieście Basingstoke w hrabstwie Hampshire na liniach kolejowych West of England Main Line, South Western Main Line, Reading to Basingstoke Line. Stacja pozbawiona sieci trakcyjnej.

## Ruch pasażerski
Stacja obsługuje 3 662 208 pasażerów rocznie (dane za okres od kwietnia 2021 do marca 2022). Posiada bezpośrednie połączenia z Exeterem, Southampton, Reading, Londynem Waterloo i Salisbury. Pociągi odjeżdżają ze stacji na każdej z linii w odstępach co najwyżej godzinnych w każdą stronę.

## Obsługa pasażerów
Automat biletowy, kasa biletowa, przystanek autobusowy,postój taksówek, bufet, księgarnia, wózki bagażowe, parking na 266 miejsc samochodowych i 235 rowerowych, biuro rzeczy znalezionych.